# Symphonie no 8 de Sessions
Pour les articles homonymes, voir Symphonie no 8.
 (décembre 2023).
Si vous disposez d'ouvrages ou d'articles de référence ou si vous connaissez des sites web de qualité traitant du thème abordé ici, merci de compléter l'article en donnant les références utiles à sa vérifiabilité et en les liant à la section « Notes et références ».
La Symphonie no 8 de Roger Sessions a été composée en 1968. Elle a été créée le 2 mai 1968 par l'Orchestre philharmonique de New York dirigé par William Steinberg.

## Structure
La symphonie comporte deux mouvements.
1. Adagio e mesto
2. Allegro con brio

Durée : environ 14 minutes

## Orchestration
| Instrumentation de la Symphonie n° 8                                          |
| Bois                                                                          |
| 3 flûtes, 3 hautbois, 4 clarinettes, 3 bassons, 1 contrebasson                |
| Cuivres                                                                       |
| 4 cors, 3 trompettes, 4 trombones, 1 tuba                                     |
| Percussions                                                                   |
| timbales, percussions (Maracas dans le 1er mvt), piano, célesta               |
| Cordes                                                                        |
| premiers violons, seconds violons, altos, violoncelles, contrebasses, 1 harpe |

## Enregistrements
- Frederik Prausnitz (en), New Philharmonia Orchestra chez Argo LP ZRG 701. Produit par la Fondation Calouste-Gulbenkian. 1973. Couplé avec Rhapsody for Orchestra de Sessions et des œuvres d'autres compositeurs, tels que Wallingford Riegger et Thea Musgrave.
- Leon Botstein (en), American Symphony Orchestra chez New World Records 80631. 2005.  Couplé avec des œuvres d'Aaron Copland, George Perle et Bernard Rands.